# Pantinonemertes agricola
Pantinonemertes agricola је животињска врста класе Enopla која припада реду Hoplonemertea и фамилији Prosorhochmidae. 

## Угроженост
Подаци о распрострањености ове врсте су недовољни.

## Распрострањење
Бермудска острва су једино познато природно станиште врсте.

## Станиште
Станишта ове врсте су копнена и морска подручја.